# Pawłowo (rejon wsiewołożski)
Pawłowo (ros. Павлово) – wieś (sieło) w Rosji, w obwodzie leningradzkim, w rejonie wsiewołożskim. W 2010 liczyła 2296 mieszkańców.